# Vitalius vellutinus
Vitalius vellutinus là một loài nhện trong họ Theraphosidae.
Loài này thuộc chi Vitalius. Vitalius vellutinus được Cândido Firmino de Mello-Leitão miêu tả năm 1923.